# Скоробагатько Олександр Іванович
Олександр Іванович Скоробогатько (народ. 25 вересня 1967, Горлівка, Донецька область, УРСР, СРСР) — російський підприємець-мільярдер, державний та політичний діяч. Співвласник Новоросійського морського торговельного порту.
Кандидат юридичних наук.
Член Опікунської ради Хокейного клубу МВС РФ. Депутат Державної думи IV скликання від ЛДПР, V—VI скликань — від «Єдиної Росії» (2011—2016).
У квітні 2023 року влада України конфіскувала у Скоробогатька частку в київському торговому центрі Ocean Plaza, яким він володів разом із російськими олігархами Олександром Пономаренком, Аркадієм та Ігорем Ротенбергами. 2014 року Олександр Скоробогатько, будучи депутатом Держдуми від «Єдиної Росії», голосував за приєднання Криму до Росії.

## Біографія
Олександр Скоробогатько народився 25 вересня 1967 року у місті Горлівка Донецької області у родині шахтаря.
У 1984 році закінчив середню школу № 23.
З 1985 по 1987 рік проходив строкову службу у Збройних силах СРСР.
З 21 грудня 1987 року по 12 березня 1992 року займався приватним бізнесом в Україні, працюючи комерційним агентом у Науково-виробничому підприємстві «Керч». Разом з Олександром Пономаренко заробляли перший капітал на виробництві та продажу парфумерної продукції у Криму.
У 1992 році, разом з партнером — Олександром Пономаренко перебрався до Москви.
З 3 березня 1992 року по 16 червня 1992 року працював президентом у Малому науково-виробничому комерційному підприємстві «Сандра» (м. Москва).
З 17 червня 1992 року по 1 лютого 1993 року був президентом ТОВ «Торговельна компанія „Століття Росії“» (м. Москва).
З лютого 1993 року по січень 1996 року очолював АТЗТ «Фінансово-промислова компанія „ДЕЛФІ“» (президент).
У 1994 році закінчив Слов'янський державний педагогічний інститут за спеціальністю «викладач фізичної культури». У тому ж році став співвласником Російського генерального банку.
У 1996 році закінчив Російську економічну академію імени Р. В. Плеханова за спеціальністю «фінанси та оподаткування», отримав диплом магістра економічних наук. Тоді ж став помічником депутата Держдуми другого скликання Олександра Коровнікова.
У 1998 році був членом Ради директорів АБ ІБГ «НікОйл».
У 1998 році дисертаційна рада Санкт-Петербурзької академії МВС Росії присудила Олександру Скоробогатько вчений ступінь кандидата юридичних наук.
З серпня 1998 року по жовтень 2000 року займав посаду голови комітету радників ВАТ АКБ «Російський Генеральний Банк».
У листопаді 2000 року вступив на посаду віце-президента зі зв'язків з громадськістю Автономної некомерційної організації «Міжнародний інститут корпорацій».
У 2001 році став членом Ради директорів Новоросійського морського торговельного порту.

### Сенатор від Калінінградської області
14 серпня 2002 року за рішенням губернатору Володимира Єгорова Олександр Скоробогатько був призначений членом Ради Федерації РФ від адміністрації Калінінградської області. Посада звільнилася, оскільки Валерій Устюгов, що займав її, достроково склав свої повноваження. Публічно про це призначення було заявлено лише 12 вересня 2002 року, коли на першому після літніх канікул засіданні Калінінградської обласної Думи віце-губернатор Володимир Пірогов назвав ім'я нового сенатора.
До вересня 2002 року працював начальником управління громадських зв'язків концерну харчових продуктів «Делмі» (Москва).
У жовтні 2003 року Скоробогатько, що був на той момент членом ЛДПР, був включений у список ЛДПР на виборах у Державну думу IV скликання. Він йшов під номером 13 у федеральній частині списку. За підсумками виборів, що відбулися 7 грудня, ЛДПР отримала 36 мандатів, один з яких був переданий Скоробогатько. При цьому він достроково склав повноваження члену Ради Федерації.

### Держдума
В Держдумі Скоробогатько входив до комітету з питань промислової політики. Був заступником голови комітету з громадянського, кримінального, арбітражного та процесуального законодавства.
У 2005 році партнерам стало потрібно змінити владу у Новоросійському морському торговельному порті. У порт нагрянула делегація у складі депутата Держдуми Скоробогатько та низки федеральних та регіональних чиновників. Директор НТМП, який представляв інших акціонерів, покинув своє крісло.
У вересні 2007 року Скоробогатько був включений у список кандидатів у депутати Державної Думи від партії «Єдина Росія». Список був прийнятий на з'їзді партії 2 жовтня 2007. Олександр Іванович йшов під номером 7 у регіональній групі Краснодарського краю (№ 24), після губернатора краю О. М. Ткачова, голови законодавчих зборів краю В. А. Бекетова, Г. Я. Хора, О. М. Ткачова, Р. О. Шлегеля та С. М. Шишкарьова. На виборах у Державну думу V скликання, що відбулися 2 грудня 2007 року, партія «Єдина Росія» отримала 315 мандатів, з яких 11 отримала група Краснодарського краю. За підсумками розподілу мандатів Скоробогатько знову став депутатом. На першому засіданні нової думи, що відбулося 25 грудня, було визначено склад комітетів. Скоробогатько знову увійшов до комітету з громадянського, кримінального, арбітражного та процесуального законодавства (голова П. В. Крашенінніков).
У вересні 2011 року Скоробогатько знову був включений у список кандидатів у депутати Державної Думи від партії «Єдина Росія». Список був прийнятий 24 вересня 2011 на з'їзді партії. У тій же регіональній групі Краснодарського краю (№25) Скоробогатько йшов на цей раз під номером 10 після губернатора краю О. М. Ткачова, голови законодавчих зборів краю В. А. Бекетова, М. І. Горового, Г. Я. Хора, І. І. Демченко, О. М. Ткачова, Р. О. Шлегеля С. В. Кривоносова та О. П. Єзубова. На  виборах у Державну думу VI скликання, партія «Єдина Росія» отримала 238 мандатів, з яких 11 отримала група Краснодарського краю. За підсумками розподілу мандатів Скоробогатько знову став депутатом.
21 листопада 2016 року написав заяву про дострокове складання депутатських повноважень, яка була задоволена 2 грудня 2016 року. 6 грудня 2016 года ЦВК передала мандат співголові штабу ЗНФ у Краснодарському краї Світлані Бессараб.

## Сім'я
Одружений, троє дітей — сини Олександр (народ. 1998 р.), Іван (народ. 1999 р.) та Володимир (народ. 24 травня 2004 року).

## Статок
Входить до рейтингу журналу «Forbes» з 2008 року, займаючи місця з 44-го (2009) по 73-е (2008) зі статком з 800 млн доларів США (2009) по 1500 млн доларів США (2008). У 2010 році займав 61-е місце зі статком 1100 млн доларів США. У 2015 році отримав 40-е місце у рейтингу «Forbes» «Найбагатші люди Росії» зі статком 2,5 млрд доларів США.

## Захоплення та хобі
- Кандидат у майстри спорту з дзюдо та самбо[2][4].
- Любить полювання[4] та риболовлю[16].

## Цікаві факти
- У рейтингу інформаційної активності депутатів Держдуми, складеному Центром досліджень політичної культури, у 2009 році Олександр Скоробогатько займав 385-е з 453 місць[1].
- За інформацією газети «Відомості», Скоробогатько та його давній партнер Пономаренко згадуються у книзі Костянтина Чєрнєцова «Крим бандитський»[18].

## Нагороди та премії
- Орден Дружби (5 серпня 2011 року) — за активну участь у законотворчій діяльності та багаторічну сумлінну працю[19].
- Діяльність Олександра Скоробогатько у Раді Федерації була відзначена Почесною грамотою Ради Федерації Федеральних Зборів Російської Федерації «За великий внесок у державне будівництво та парламентаризм»[2].
- У квітні 2004 року Святіший Патріарх Московський та всієї Русі Алексій II нагородив Олександра Скоробогатько Орденом преподобного Сергія Радонезького III ступеня[2].